# Stella (Misuri)
Stella es un pueblo ubicado en el condado de Newton en el estado estadounidense de Misuri. En el Censo de 2010 tenía una población de 158 habitantes y una densidad poblacional de 388,56 personas por km².

## Geografía
Stella se encuentra ubicado en las coordenadas 36°45′46″N 94°11′25″O / 36.76278, -94.19028. Según la Oficina del Censo de los Estados Unidos, Stella tiene una superficie total de 0.41 km², de la cual 0.41 km² corresponden a tierra firme y (0%) 0 km² es agua.

## Demografía
Según el censo de 2010, había 158 personas residiendo en Stella. La densidad de población era de 388,56 hab./km². De los 158 habitantes, Stella estaba compuesto por el 89.87% blancos, el 0% eran afroamericanos, el 5.06% eran amerindios, el 5.06% eran asiáticos, el 0% eran isleños del Pacífico, el 0% eran de otras razas y el 0% pertenecían a dos o más razas. Del total de la población el 0.63% eran hispanos o latinos de cualquier raza.